# 필기 용지
필기 용지(筆記 用紙)는 필기를 목적으로 하는 종이로서, 파포 펄프, 화학 펄프 등을 원료로 하여 만든다. 섬유질의 구성이 우수하여, 증권 인쇄 등에 사용하고 있다.

## 같이 보기
- 종이